# فیلیپ دو لاسلو
فیلیپ دو لاسلو (مجاری: László Fülöp Elek؛ ۳ آوریل ۱۸۶۹ – ۲۲ نوامبر ۱۹۳۷) نقاش بریتانیایی مجار بود. او بیشتر به دلیل پرتره‌هایش از اعضای خانواده سلطنتی بریتانیا شناخته شده‌است.